# خردوری‌ها
خردودی، (همچنان حردودی یا چردودی) گروهی از مردم تاجیک با منشأ نژادی ناشناخته اند که از زمانهای دور دارای زندگی نیمه عشایری بوده‌است. آنها در ولایت سرخان‌دریا در جنوب شرق ازبکستان زندگی می‌کنند. خردوری‌ها در سال‌های ۱۹۲۴ تا ۱۹۲۵ دارای ۸٬۴۰۰ جمعیت نفر بودند.